# مهابارته
مَهابارَته (سانسکریت: महाभारतम्، آوانگاری: Mahābhāratam، تلفظ سانسکریت: [mɐɦɑːˈbʱɑːrɐt̪ɐm]) سروده‌ای حماسی از سدهٔ پنجم یا ششم پیش از میلاد به زبانِ سانسکریت و به‌همراهِ رامایانا یکی از دو حماسهٔ تاریخِ هند است. مهاباراتا نوشته‌ی نوشتهٔ ویاسَ و گروهی از مؤلفان، با بیش از یکصدهزار بیت، بلندترین حماسه منظوم جهان است. قدیمی‌ترین ترین بخش های آن متعلق به ۴۰۰ سال قبل از میلاد است و کارِ نوشتنِ آن تا سدهٔ سوم یا چهارم میلادی ادامه یافته است. مهاباراتا بگونه‌ای شاهنامهٔ هندیان است. برخی از تاریخدانان، موضوعِ این سروده‌ها را الهام‌گرفته از نبرد میانِ مردمان آریایی و دراویدی در هزاره دوم پیش از میلاد می‌دانند. مهاباراتا در قدیم بدستور اکبر شاه با نام رزم‌نامه به فارسی ترجمه شده است.
مهابهاراتا مجموعه‌ای از افسانه‌های تاریخی هند در هجده فصل است و بیش از صدهزار بیت شعر دارد و بعضی‌ها آن را شاهنامهٔ هند و عده‌ای آن را حماسه ایلیاد و ادیسهٔ آن کشور می‌نامند. مهابهاراتا ۱۹ کتاب بسیار بزرگ است و مانند شاهنامه فردوسی، تاریخِ تمدنِ هند را از آغاز بازگو می‌کند. سرایندهٔ آن ویاس حکیم و دانشمند معروف است که علاوه بر مهابهاراتا ۱۰۸ پورانای دیگر نیز تصنیف کرده‌است. سروده‌های مهابهاراتا روان است و در آن تأثیر ژرفی از زیبایی‌های طبیعت به‌چشم می‌خورد.

## واژه‌شناسی
واژه مها (سانسکریت: महा، آوانگاری: Mahā) پیشوند است و به معنای بزرگ‌ترین بکار برده می‌شود و بهاراتا (سانسکریت: भारत، آوانگاری: Bhārata)، نامِ نخستین امپراتور سلسله‌ای نژادی است، که در مهاباراتا ذکرشده، وی نام خویش را همچنین بر روی سلسلهٔ نژادی که خود بنا نهاد، قرارداد و ازآنجاکه داستان اساسی این حماسه دربرگیرندهٔ بازگوییِ جنگ بزرگ هند است، به نام مهابهاراتا نامیده شده است. برخی عناصرِ مهابهاراتا به دورهٔ ودایی بازمی‌گردند.

## درون‌مایه
در حدود چهارپنجم مهابهاراتا مربوط به داستان‌ها و رویدادهای کهن است که سرچشمهٔ برخی از آثار معروف سانسکریت مانند بهگود گیتا، شاکونتالا، نلادمنیتی، و امثال اینها که شهرت جهانی دارند گشته و الهام‌بخش شعرا و نویسندگان بعدی قرار گرفته است. عقیدهٔ هندوان دربارهٔ این حماسه اینست که چیزی در دنیا نیست که در این کتاب نباشد و چیزی در این کتاب نیست که در دنیا وجود ندارد.
داستان اصلی مهابهاراتا دربارهٔ جنگی است که در شمال هند (دهلی) میان دو قبیله به نام پانچال‌ها و کوروها که پسر عموهای یکدیگر بودند تقریباً دوهزار سال پیش از میلاد مسیح درگرفته است. کوروها صد نفر و فرزندان فردی نابینا بودند و پنجال‌ها یا پانداواها تنها پنج برادر ولی افرادی باایمان، راستگو، دلیر و نیکوکار بودند. در راه پس گرفتن حق خویش و زدودن بدی‌ها، پانداواها به راهنمایی سری کریشنا علیه کوروها صف‌آرایی کردند و هم‌پیمانان آنان را به قتل رسانیدند و سپس کناره‌گیری کرده و به جنگل‌ها رفتند تا برای بخشوده شدن گناهان از خدای بزرگ خویش طلب آمرزش کنند و پس از آن در کوه‌های پربرف هیمالیا درگذشتند.

## ویاسَه

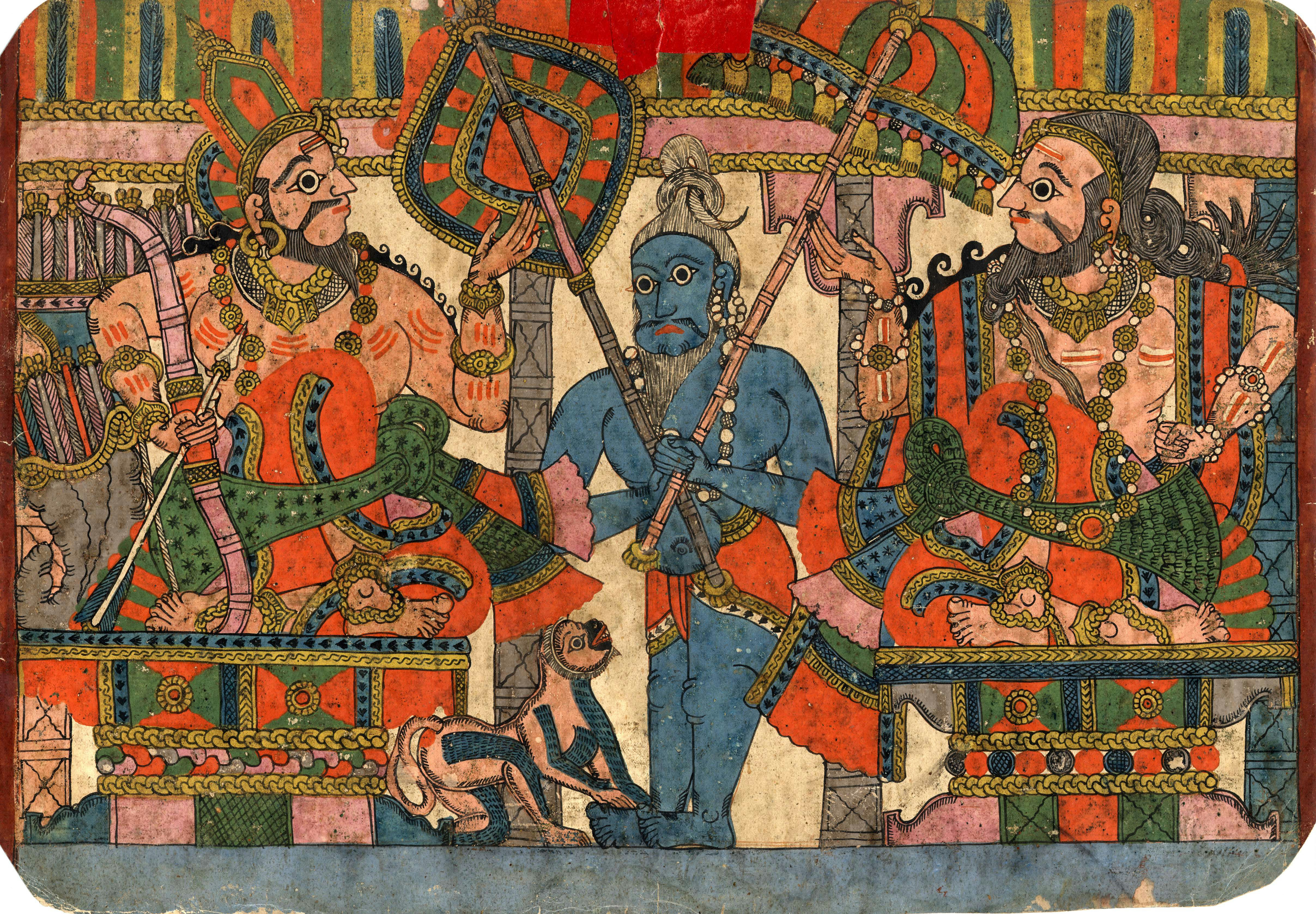
نقاشی داستانی به شیوه «پایتان» و با تکنیک گواش که روایتی از مهاباراته را به تصویر می‌کشد

ویاسَ شخصیتی موردِ احترام در سنّتِ هندوان است. همچنین گاهی از وی با نام ودا ویاسَ (سانسکریت: वेदव्यास، آوانگاری: Vēdavyāsa) و کریشنا نیز یاد می‌شود. او نویسندهٔ مهاباراتا و شخصیتی در آن است. نوشتنِ وداها و پوراناها به وی منسوب است. ویاسَ از هفت‌جاودانان در باور هندوان است.
جشنواره گورو پورنیما به وی اختصاص یافته و باور بر آنست که زادروزِ وی و روزِ جدا کردنِ وداها است.

## برگردان‌ها به فارسی
در سال ۹۹۰ هـ. جلال الدین اکبر خواست مهابهاراتا به فارسی ترجمه شود. دانشوران هندو دعوت شدند تا اطلاعات بیشتری در اختیار اکبر بگذارند و از آن پس کار ترجمهٔ آن کتاب به نقیب‌خان واگذار شد. ملا عبد القادر بدایونی نیز برای ترجمهٔ آن مأموریت یافت و پس از چهار ماه کوشش ۱۸ بابِ آن به نثرِ فارسی برگردانده شد. بخش‌های دیگر را ملا شیری، نقیب‌خان و حاجی سلطان تهانیسری به پایان رسانیدند. بدین ترتیب ترجمهٔ مهابهاراتا با همکاری عده‌ای از درباریان اکبر انجام شد و اکبرشاه آن را رزم‌نامه نامید و تعداد زیادی از صحنه‌های جنگ مهابهاراتا به دستور اکبرشاه به وسیلهٔ نقاشان دربار او تصویرگری شد. ابوالفضل پیشگفتاری بر آن افزود و به‌طوری‌که در پایان کتاب ذکر شده است کار ترجمه این حماسه بزرگ هندوان در سال ۹۹۵ هـ. اتمام یافت.
ترجمه‌های دیگر:
- ترجمه‌ای به نثر فارسی به وسیلهٔ داراشکوه پسرشاه جهان و برادر اورنگ زیب عالمگیر.
- ترجمه‌ای منظوم به فارسی توسط حاجی ربیع انجب.
- ترجمه‌ای به فارسی توسط ملا احمد کشمیری که وقایع کشمیر را نیز نوشته است انجام گرفت. فیضی فیاضی ملک الشعرای دربار اکبرشاه و برادر ابو الفضل علامی بر رزم‌نامه دو باب منظوم افزود.
- خلاصه‌ای از ماهابهاراتا به قلم آر.کی. نارایان به نام ماهاباراتا (روایتی نو از رزمنامه‌ای سترگ) با ترجمهٔ هومن بابک توسط انتشارات پرما (۱۴۰۰-تهران)

## نگارخانه

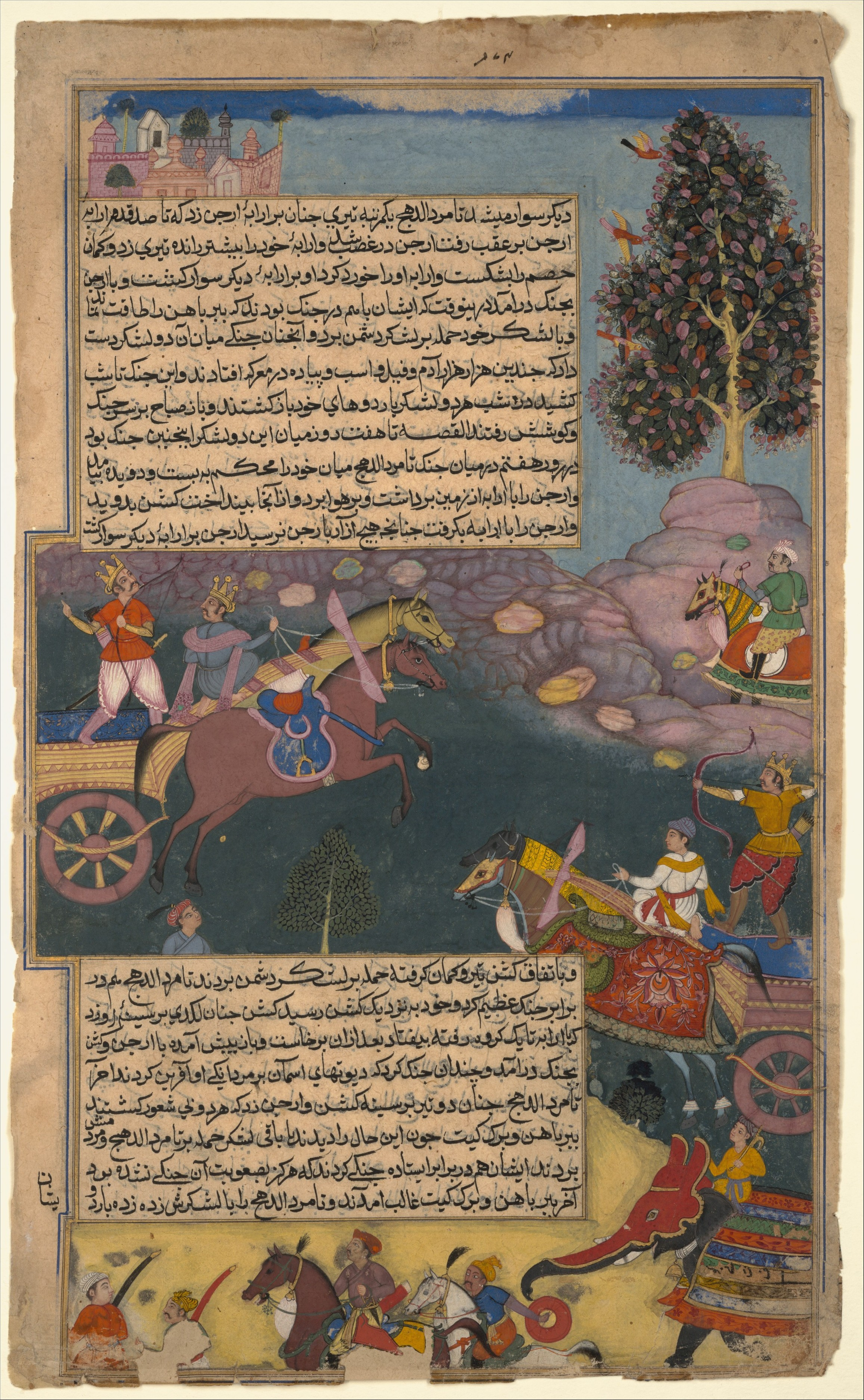
رزم‌نامه، نسخه فارسی مهاباراتا
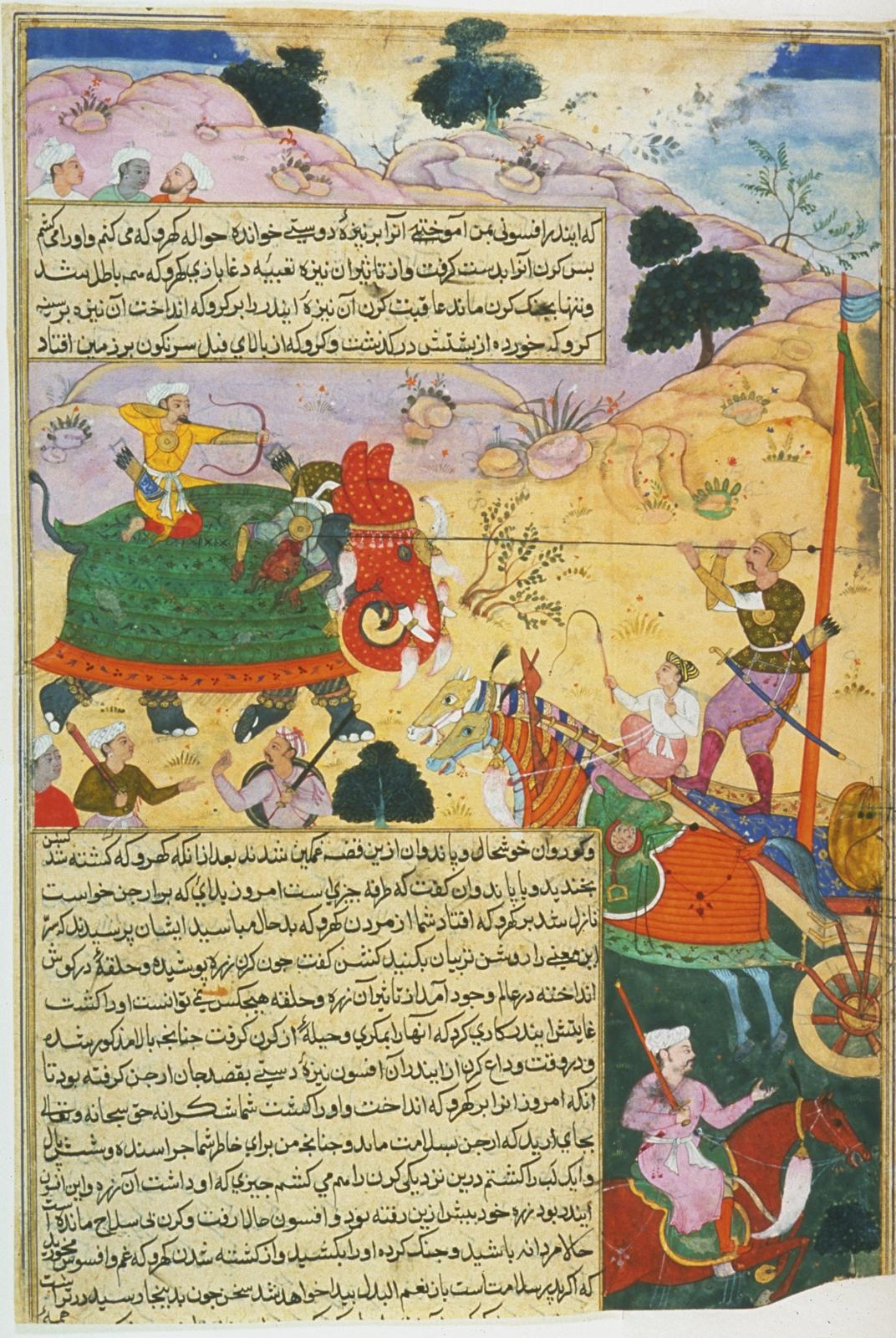
رزم‌نامه
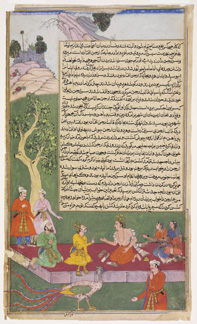
رزم‌نامه
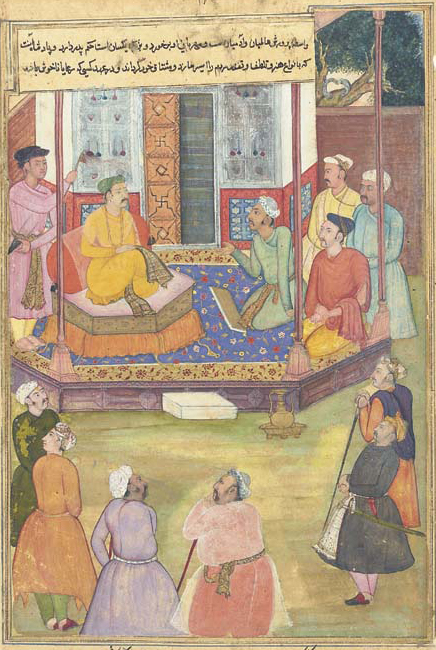
رزم‌نامه
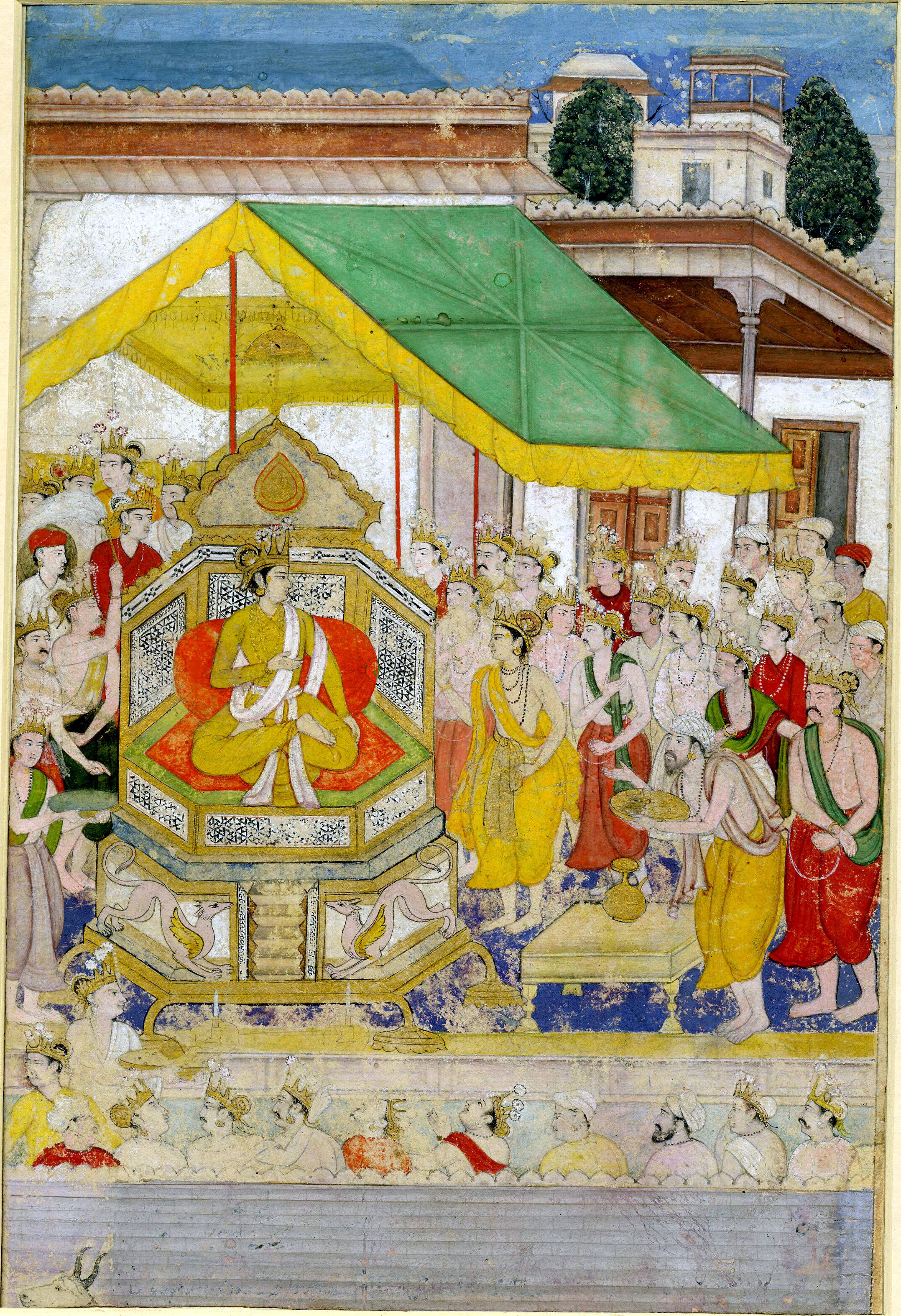
رزم‌نامه